# Henschoutedenia elegans
Henschoutedenia elegans är en kackerlacksart som först beskrevs av Robert Walter Campbell Shelford 1908.  Henschoutedenia elegans ingår i släktet Henschoutedenia och familjen jättekackerlackor. Inga underarter finns listade i Catalogue of Life.